# Henri Storck
Henri Storck (1907-1999) fou un dels pioners del cinema experimental a Bèlgica. La seva prolífica obra abraça des de l'onirisme fins al documental social o els films sobre pintura, branca de l'art a la qual també es va dedicar. Va defensar incansablement el reconeixement i la difusió del cinema, i amb aquest objectiu va fundar, entre altres institucions, el Royal Film Archive of Belgium i la International Association of Documentary Filmmakers. Com a actor, va treballar amb cineastes tan destacats com Jean Vigo o Chantal Akerman, i va codirigir el film Misère au Borinage amb Joris Ivens.